# 好事聯播網
好事聯播網（英語：Best Radio），是以臺灣高雄市為基地的音樂性廣播聯播網，由倪蓓蓓創辦。港都電台於1995年6月12日晚間10:00以陳昇的〈恨情歌〉發出了初啼之聲，好事聯播網於2002年9月27日開播。目前台呼為「一起聽音樂的好朋友」。

## 簡介
- 港都電台原先只在高雄發送訊號，後來與屏東南方之音、台中山海屯電台等地區電台組成好事聯播網。港都電台位於長谷世貿聯合國大樓43樓時曾是亞洲最高的廣播電台，目前已搬至同大樓34樓，而亞洲最高的廣播電台現改為高屏廣播電台（隸屬於HitFM聯播網）。
- 好事聯播網2010年獲全台「商業類型電台」收聽率冠軍。
- 人人廣播為1993年廣播業「開放天空」政策實施後首批13家調頻廣播電台之一。2000年，人人廣播被象山集團旗下勁悅廣播（Power Radio）收購，品牌改為Power989電台。2001年，象山集團退出廣播業，人人廣播改入好事聯播網旗下，同時將品牌改為好事989電台。
- 好事聯播網節目採用不聯播的方式播出，只有週六、週日的《娛樂飛行船》為聯播，以地方為出發點；平日時段的整點新聞為好事989電台和好事903電台聯播，港都電台另外單獨製播。
- 港都電台是台灣唯二於廣告時段同時播出7-eleven和全家便利商店廣告的廣播電台之一（另一個廣播電台為大千電台），全家便利商店的廣告為每整點15分播出，7-eleven的廣告為每整點28或30分播出。
- 好事903電台於中部地區全家便利商店的部分門市內播放。
- 好事989電台於臺北市、新北市的部分萊爾富便利商店門市內播放。

## 歷史
- 1995年6月10日，港都電台開始試播。
- 1995年6月12日，港都電台在當日晚間10點開播。
- 1998年初，南方之音 FM 89.3 加入（現已退出聯播網）[1]。
- 1999年初，山海屯電台 FM 90.3 加入。
- 2001年，人人電台 FM 98.9 加入。
- 2004年4月，連花電台 FM 93.5 加入。

共同組成好事聯播網（BEST NET）。
註：南方之音為台語節目為主，未聯播週末的《娛樂飛行船》。

## 特色

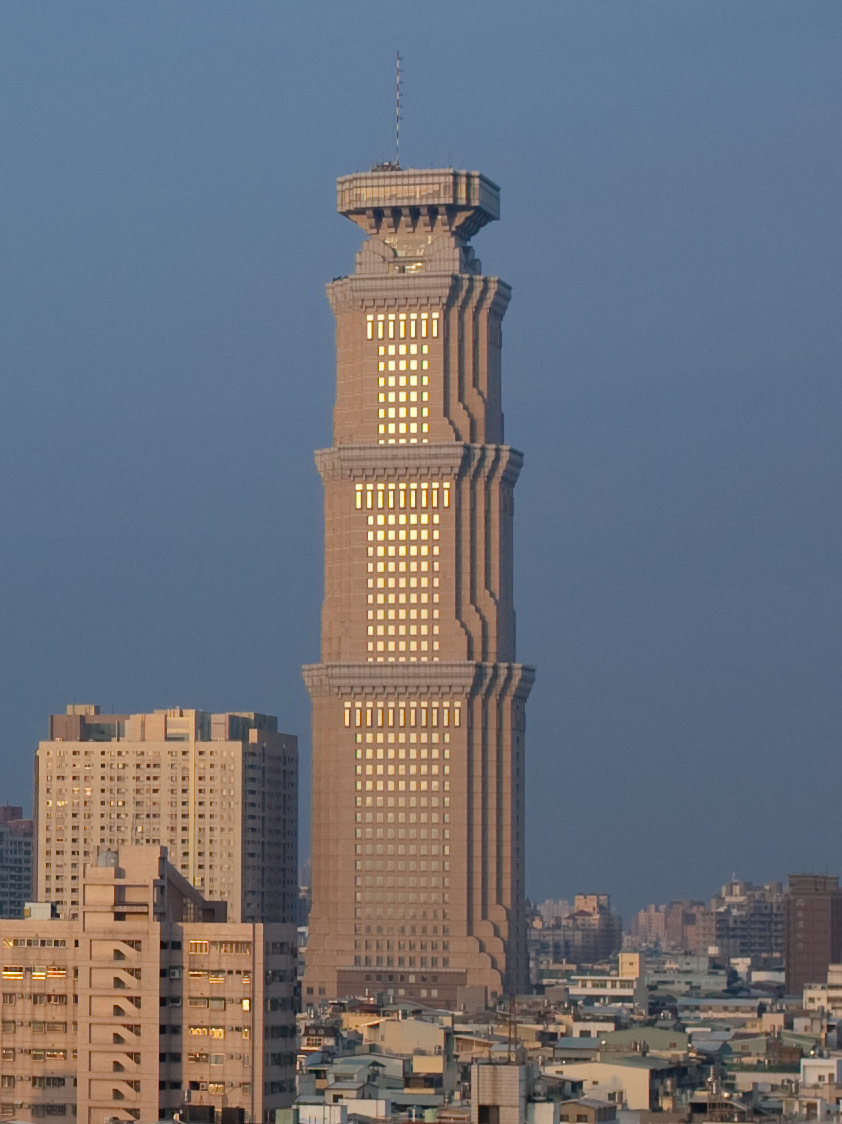
港都電台總部所在的長谷世貿聯合國大樓

- 好事989的14:00、16:00的整點新聞（平日）和好事903聯播，港都電台同步聯播好事989的18:00、19:00整點新聞。
- 好事989每日播出的《好事愛情歌》頭2個小時（22:00~24:00）由DJ主持，其餘時間為「電腦隨機播歌」。
- 好事935電台於「歌手整點報時」後不會播出整點新聞，而是直接播放音樂。
- 週六、週日23:00《娛樂飛行船》為重播上週的內容（僅在903電台播出）。
- 週六、週日的各節整點新聞由TVBS和好事聯播網合作製播，內容為TVBS主播播報的部分。

## 整點新聞播出時間
- 平日（每節2分50秒至3分鐘）
  - 港都電台：
07:00~19:00、21:00
  - 好事989：
08:00~21:00
  - 好事903
    - 聯播港都電台：
07:00、08:00
    - 聯播989電台：
09:00~12:00、14:00~18:00
- 假日
  - 好事989：
08:00~20:00（每節2分30秒）
  - 好事903、港都電台：
09:00、10:00、12:00、14:00、16:00、18:00、20:00（每節2分30秒，其中16:00的新聞和好事989的15:00新聞內容相同）
- 除夕、農曆新年（初一~初五）：
12:00、18:00（只在港都電台播出）

## 和電視台合製新聞

### TVBS
由TVBS專任主播播報
- 平日
  - 好事989、好事903：
週一至週五19:00
  - 港都電台：
週二至週五 19:00
- 假日
  - 好事989：
09:00~12:00、14:00~19:00
  - 好事903：
10:00、12:00、14:00、16:00、18:00
  - 港都電台：
10:00、12:00、16:00、18:00

### 華視
- 好事989：
平日 13:00、20:00
假日 08:00、13:00、19:00
- 好事903：
平日 06:00、13:00
假日 20:00
- 港都電台
  - 週一 19:00
  - 週二至週五 08:00、13:00
  - 假日 09:00、14:00、20:00

### 東森新聞
- 平日 21:00（港都電台及各分台的播報新聞順序不同，但主播皆為同一位）

### 東森財經新聞
- 好事989、港都電台：
平日 09:00

## 排行榜
- BEST好歌榜：週五 19:03~20:00

## 特色單元
- 生活情報站
- 氣象觀測站（好事989、好事903）
- BEST新歌報到
- BEST好歌榜
- BEST音樂BAR
- 好事VIP
- BEST新歌報到
- 好事嚴選DJ推薦：(一)華語；(二)韓流；(三)西洋；(四)日語；(五)K歌
- 娛樂飛行船

## 收聽頻率
| 地區                 | 電台名稱    | 收聽頻率                                            |
| -------------------- | ----------- | --------------------------------------------------- |
| 南部                 | 港都電台    | FM 98.3                                             |
| 大台北（台北、新北） | 好事989電台 | FM98.9（人人廣播電台，原為勁悅廣播（Power Radio）） |
| 中部                 | 好事903電台 | FM90.3（山海屯青少年之聲廣播）                      |
| 花蓮                 | 好事935電台 | FM93.5（連花電台）                                  |

## DJ

### 好事989電台
- Alan毛亮傑
- 歐怡君（Peggy）
- 阿哲（徐翌哲，人人電台節目部主任）
- 圓圓（陳怡吟）
- Aiine
- 阿狗
- 小嗨
- 噹噹
- 賢齡
- 歐葛
- Ray
- 雯雯（代班DJ）
- Waiting
- Joyce
- 荳子
- 阿吉
- 音樂領航員

### 好事903電台
- NANA
- 貞吟
- 森林
- 阿晃
- Yoga
- 柏霖
- 音樂領航員
- Jessica（代班DJ）
- 里比（代班DJ）

### 港都983電台
- 蔡宏琨（宏琨）
- 翁碧蓮（碧蓮）
- 小狄（Eddie）
- 圓圓（陳怡吟，兼主持好事989電台《好事輕鬆點（六）》）
- 阿超
- 凱莉
- DORA
- 孫吳
- 小娮
- 阿維
- 蔡芹
- 林弘晉（弘晉）
- 音樂領航員
- 楊程鈞（小龜）
- 子洋
- 王日昇

### 好事935電台
該電台無DJ，但有聯播週六、週日的《娛樂飛行船》（歌手主持）。

## 前DJ
- 阿良
- Lucas
- Peter
- 李李涵
- 兆旭
- 陳家逵（DJ Husky）[2]
- 馮素蘭（素蘭，現為幸福電台《幸福我陪你》主持人）[3][4][5]
- 阿弘（現為幸福電台《幸福我陪你》主持人）
- 張瓅心（心兒）
- Book陳立書
- 惟元
- NINI